# 安德里伊夫卡 (維什霍羅德區)
50°54′33″N 30°13′24″E / 50.90917°N 30.22333°E
安德里伊夫卡（烏克蘭語：Андріївка）是位於烏克蘭北部的村莊，由基輔州維什霍羅德區的季梅爾市鎮負責管轄。該村始建於1926年，面積1.3平方公里，海拔高度126米，2001年人口109，人口密度每平方公里73.1人。